# Bathylutichthys taranetzi
Bathylutichthys taranetzi är en fiskart som beskrevs av Arkadii Vladimirovich Balushkin och Voskoboinikova, 1990. Bathylutichthys taranetzi ingår i släktet Bathylutichthys och familjen Bathylutichthyidae. Inga underarter finns listade.